# Franz Berding
Franz Berding (* 11. Mai 1915 in Fürstenau, Kreis Osnabrück; † 16. Februar 2010 in Münster, Westfalen) war ein deutscher Politiker (CDU).

## Leben und Beruf
Nach dem Besuch der Oberrealschule und des Gymnasiums im Kolleg St. Ludwig in Vlodrop / Niederlande legte er die Reifeprüfung ab. Er studierte Wirtschaftswissenschaften in Münster und Freiburg (Breisgau) und wurde 1939 Diplom-Volkswirt. Ab Januar 1940 nahm er als Soldat am Zweiten Weltkrieg teil. Zuletzt geriet er in Kriegsgefangenschaft, aus der er im Juli 1945 entlassen wurde.
Berding war von Februar 1946 bis Dezember 1963 Geschäftsführer der Kreishandwerkerschaft Ahaus. Ab Januar 1964 wurde er bis zum Jahr 1969 Hauptgeschäftsführer der Handwerkskammer für den Regierungsbezirk Münster.

## Politik
Berding trat 1946 als Mitglied in die CDU ein. Es folgten später leitende Funktionen im Ortsvorsitz Ahaus, im Kreisvorstand Ahaus, im Bezirk Münsterland sowie im Landesvorstand Westfalen-Lippe und dessen Mittelstandsvereinigung.
Er war von 1963 bis 1964 Bürgermeister der Stadt Ahaus, wo er von 1952 bis 1964 dem Stadtrat angehörte und von 1956 bis 1961 den Vorsitz der CDU-Fraktion innehatte.
Von 1961 bis 1964 übernahm Berding das Amt des Stellvertretenden Landrates im damaligen Kreis Ahaus, dessen Kreistag er von 1952 bis 1967 angehörte. 
Ebenso war er in der Zeit von 1964 bis 1972 Mitglied in der Landschaftsversammlung Westfalen-Lippe.
Von 1954 bis 1969 war Berding stets direkt gewählter Abgeordneter im Landtag von Nordrhein-Westfalen: Für drei Wahlperioden des Wahlkreises Ahaus sowie für eine Wahlperiode für den Wahlkreis Münster-Stadt II. Dort hatte er für einen Tag das Amt des 1. Vizepräsidenten inne (vom 25. Juli bis 26. Juli 1966). Der Landtag wählte ihn zum Mitglied der vierten und der fünften Bundesversammlung. Ab dem 26. Juli bis zum 8. Dezember 1966 gehörte er als nordrhein-westfälischer Minister für Landesplanung, Wohnungsbau und öffentliche Arbeiten dem Kabinett Meyers III an.
Dem Deutschen Bundestag gehörte er dann von 1969 bis 1972 an (Münster-Stadt und -Land).

## Ehrungen
- 1972: Verdienstkreuz 1. Klasse der Bundesrepublik Deutschland
- 1976: Großes Verdienstkreuz der Bundesrepublik Deutschland